# Passante ferroviario di Francoforte sul Meno
Il passante ferroviario di Francoforte sul Meno (ufficialmente City-Tunnel Frankfurt) è una linea ferroviaria che passa sotto la città di Francoforte sul Meno, in Germania. È la tratta centrale della S-Bahn Reno-Meno, il servizio ferroviario suburbano della città.
Dalla stazione di Francoforte Centrale, attraversa il centro della città e si divide in una diramazione per la stazione di Francoforte Sud e una per Francoforte Mühlberg dopo aver attraversato il fiume Meno.

## Storia
L'idea di costruire una galleria ferroviaria che passasse sotto il centro della città risale agli anni Sessanta, ma è solo il 28 maggio 1978 che ne fu aperto il primo tratto: i treni entrano nel tunnel da ovest attraverso una rampa e raggiungono la stazione Centrale sotterranea. Da qui la galleria continua fino alla stazione di Taunusanlage, dove poi incontra il tunnel della metropolitana e prosegue con esso fino alla stazione di Hauptwache.
Nel 1983 la galleria è stata prolungata verso est fino alla stazione di Konstablerwache. Anche in questo tratto il tunnel è condiviso con la metropolitana.
Nel 1990 fu realizzata la stazione di Ostendstraße e la linea fu prolungata verso sud. Fu costruito il passaggio sotto il fiume Meno, che dispone di chiusure stagne ad entrambe le estremità per evitare l'allagamento della galleria in caso di esondazione del fiume.
Dopo l'attraversamento del fiume, la linea si divide in due rami. Uno prosegue in direzione del quartiere Sachsenhausen per raggiungere la stazione di Lokalbahnhof e infine, dopo essere riemerso in superficie, la stazione di Francoforte Sud. L'altro ramo, invece, completato nel 1992, conduce alla stazione di Francoforte Mühlberg per poi risalire in superficie e proseguire verso Offenbach am Main.
Tra il 2009 e il 2010 è stato effettuata una modernizzazione dei sistemi di segnalamento che ha consentito di portare la frequenza oraria dei treni nel tunnel a 24 treni per direzione.

### Progetti futuri
Tra le stazioni di Konstablerwache e Ostendstraße è in costruzione una diramazione che in futuro consentirà ai treni di raggiungere la stazione di Francoforte Est e di proseguire verso Hanau passando per Maintal.

## Caratteristiche
| Continuation backward |

|  | Unknown route-map component "ABZg+l" | Unknown route-map component "CONTfq" |

| Unknown route-map component "tSTRa" |

| Unknown route-map component "tSBHF" |

| Unknown route-map component "tSHST" |

|  | Unknown route-map component "tSTR" | Unknown route-map component "utCONTl+f" |

|  | Unknown route-map component "XPLTaq" + Unknown route-map component "tSBHF" | Unknown route-map component "utXBHF-R" |

|  | Unknown route-map component "XPLTaq" + Unknown route-map component "tSBHF" | Unknown route-map component "utXBHF-R" |

|  | Unknown route-map component "tSTR" | Unknown route-map component "utCONTl+g" |

|  | Unknown route-map component "etABZgl" | Unknown route-map component "extCONTfq" |

| Unknown route-map component "tSHST" |

| Unknown route-map component "CONTgq" | Unknown route-map component "tKRZ" | Unknown route-map component "CONTfq" |

| Unknown route-map component "tSTR+GRZq" |

| Unknown route-map component "tKRZW" |

| Unknown route-map component "tSTR+GRZq" |

| Unknown route-map component "tSTR+l" | Unknown route-map component "tABZgr" |  |

| Unknown route-map component "tSHST" | Unknown route-map component "tSTR" |  |

| Unknown route-map component "tSTRe" | Unknown route-map component "tSTR" |  |

| Unknown route-map component "CONTgq" | Unknown route-map component "ABZqr+r" | Unknown route-map component "tKRZ" | Unknown route-map component "STR+r" |  |

|  | One way leftward | Unknown route-map component "tKRZ" | Unknown route-map component "KRZu" | Unknown route-map component "CONTfq" |

|  | Unknown route-map component "tSBHF" | Straight track |

| Unknown route-map component "STR+l" | Unknown route-map component "tKRZ" | One way rightward |

| Straight track | Unknown route-map component "tSTRe" |  |

| Straight track | Unknown route-map component "eSHST" |  |

| Unknown route-map component "CONTr+g" | Straight track |  |

|  | Continuation forward |

L'intera linea è elettrificata a 15 kV in corrente alternata monofase a 16,7 Hz. La pendenza massima è del 40‰ e la velocità massima consentita è di 80 km/h.

### Materiale rotabile
Inizialmente il passante era percorso da treni DB 420, ma a partire dai primi anni duemila sono stati gradualmente sostituiti con i più nuovi treni DB 423 e DB 430. L'ultima corsa di un treno DB 420 nel tunnel è avvenuta il 3 novembre 2014.